# Holden EK
De FB-serie werd in 1961 gefacelift en werd Holden EK. Het meest opvallend was de beschikbaarheid van de Hydramatic-automaat met drie versnellingen. Dit was Holdens eerste automatische versnellingsbak.

## Geschiedenis
De facelift bracht vele kleine wijzigingen aan het interieur en het exterieur. Er waren onder andere een veranderd radiatorrooster en elektrische ruitenwissers. De Special-modellen kregen naast meer uitrusting en versiering ook een optionele automaat. Deze Hyrdramatic werd uit de Verenigde Staten ingevoerd en was Holdens eerste dergelijke versnellingsbak. In de VS werd dezelfde automaat in verschillende modellen binnen General Motors gebruikt. De ute en de bestelwagen (Panel Van) bleven nagenoeg onveranderd ten opzichte van de FB.
In 1961 daalden Holdens verkopen in thuisland Australië met 20%. Dit vanwege een nieuwe belasting van 40% op voertuigen en het feit dat de concurrenten Ford en Chrysler competitieve modellen lanceerden. Voor de Australische markt werden 143 362 EK's geproduceerd. Er werden 2574 stuks auto's en 4278 CKD kits geëxporteerd. In totaal werden 150 214 EK's gebouwd.

## Modellen
- Mei 1961: (EK 215) Holden Standard Sedan
- Mei 1961: (EK 225) Holden Special Sedan
- Mei 1961: (EK 219) Holden Standard Station Sedan
- Mei 1961: (EK 229) Holden Special Station Sedan
- Mei 1961: (EK 2106) Holden Utility
- Mei 1961: (EK 2104) Holden Panel Van